# Municipio de Middlefork (Illinois)
El municipio de Middlefork (en inglés: Middlefork Township) es un municipio ubicado en el condado de Vermilion en el estado estadounidense de Illinois. En el año 2010 tenía una población de 1458 habitantes y una densidad poblacional de 8,84 personas por km².

## Geografía
Según la Oficina del Censo de los Estados Unidos, el municipio tiene una superficie total de 165.02 km², de la cual 164,98 km² corresponden a tierra firme y (0,03 %) 0,04 km² es agua.

## Demografía
Según el censo de 2010, había 1458 personas residiendo en el municipio de Middlefork. La densidad de población era de 8,84 hab./km². De los 1458 habitantes, el municipio de Middlefork estaba compuesto por el 96,57 % blancos, el 1,37 % eran afroamericanos, el 0,07 % eran amerindios, el 0,27 % eran asiáticos, el 0,75 % eran de otras razas y el 0,96 % eran de una mezcla de razas. Del total de la población el 0,89 % eran hispanos o latinos de cualquier raza.